# William Mahone
William Mahone (1 de diciembre de 1826 - 8 de octubre de 1895) fue un ingeniero civil estadounidense, ejecutivo ferroviario, general del ejército de los Estados Confederados y político de Virginia.
De joven, Mahone destacó en la construcción de las carreteras y ferrocarriles de Virginia. Como ingeniero jefe del ferrocarril de Norfolk y Petersburg, construyó cimientos de troncos bajo las rutas en el Great Dismal Swamp, en el sureste de Virginia, que todavía están intactos. Según la tradición local, varias de las nuevas ciudades ferroviarias recibieron el nombre de las novelas de Sir Walter Scott, un autor británico/escocés favorito de la esposa de Mahone, Otelia.
En la guerra civil estadounidense, Mahone era partidario de la secesión y sirvió como general en el ejército confederado del sur. Se le conoce sobre todo por haber recuperado la iniciativa en el asedio de Petersburg, Virginia, al final de la guerra, mientras las tropas del Sur estaban conmocionadas tras la explosión de una enorme mina/carga de barriles de pólvora negra bajo ellos por parte de las tropas del Ejército de la Unión, que excavaban túneles y eran mineros del carbón, lo que dio lugar a la Batalla del Cráter en julio de 1864; su contraataque convirtió el enfrentamiento en una desastrosa derrota de la Unión.
Tras la guerra, volvió a la construcción de ferrocarriles, fusionando tres líneas para formar el importante Ferrocarril del Atlántico, Misisipi y Ohio (AM&O), con sede en Lynchburg. También dirigió el Readjuster Party, un partido político estatal temporal con una coalición de negros libres, republicanos y demócratas populistas, y fue elegido por la Asamblea General del Estado para el Senado de los Estados Unidos en 1881.

## Primeros años
William Mahone nació en Brown's Ferry, cerca de Courtland, en el condado de Southampton, Virginia, hijo de Fielding Jordan Mahone y Martha (de soltera Drew) Mahone. A partir de la inmigración de sus antepasados Mahone desde Irlanda, fue el tercer individuo en llamarse "William Mahone". No tenía segundo nombre, como demuestran los registros de sus dos biblias, el diploma del Instituto Militar de Virginia (VMI), la licencia de matrimonio y las comisiones del ejército confederado. 
El joven Billy Mahone recibió su educación primaria de un maestro de campo, pero con una instrucción especial en matemáticas de su padre. De adolescente, durante un breve periodo de tiempo, transportó el correo de los Estados Unidos a caballo desde su ciudad natal hasta Hicksford, una pequeña ciudad situada en la orilla sur del río Meherrin, en el condado de Greensville, que más tarde se combinó con la ciudad de Belfield, en la orilla norte, para formar la actual ciudad independiente de Emporia. Obtuvo una plaza de cadete estatal en el recién inaugurado Instituto Militar de Virginia (VMI) en Lexington, Virginia. Estudiando bajo el mando del comandante del VMI, William Gilham, se graduó como ingeniero civil en la promoción de 1847.

## Primeros años de carrera
Mahone trabajó como profesor en la Academia Rappahannock en el condado de Caroline, Virginia, a partir de 1848, pero buscaba activamente una entrada en la ingeniería civil. Hizo algunos trabajos como ayudante en el ferrocarril de Orange y Alexandria, una línea de 88 millas entre Gordonsville, Virginia, y la ciudad de Alexandria. Habiendo tenido un buen desempeño con el nuevo ferrocarril, fue contratado para construir una carretera de tablones entre Fredericksburg y Gordonsville.
En 1854, Mahone trazó las calles y parcelas de Ocean View City, una nueva ciudad turística situada frente a la bahía de Chesapeake, en el condado de Norfolk. Con la llegada de los tranvías eléctricos a finales del siglo XIX, se creó un parque de atracciones y se construyó un paseo marítimo a lo largo de la zona de playa adyacente. La mayor parte del plan de calles de Mahone sigue en uso en el siglo XXI, ya que Ocean View, ahora una sección de la ciudad de Norfolk, está siendo reurbanizada.
Mahone también fue topógrafo de la Norfolk and South Air Line Railroad, en la costa este de Virginia.

## Guerra Civil
A medida que las diferencias políticas entre las facciones del Norte y del Sur se intensificaban en la segunda mitad del siglo XIX, Mahone estaba a favor de la secesión de los estados del Sur. Durante la guerra civil estadounidense, participó activamente en el conflicto incluso antes de convertirse en oficial del Ejército Confederado. Al principio de la guerra, en 1861, su ferrocarril de Norfolk y Petersburg fue especialmente valioso para la Confederación y transportó artillería a la zona de Norfolk, donde se utilizó durante la ocupación confederada. Al final de la guerra, la mayor parte de lo que quedaba del ferrocarril estaba en manos de los federales.
Después de que Virginia se separara de la Unión en abril de 1861, Mahone seguía siendo un civil y aún no formaba parte del ejército confederado, pero trabajando en coordinación con Walter Gwynn, orquestó el ardid y la captura del astillero de Gosport. Engañó a las tropas federales para que abandonaran el astillero de Portsmouth haciendo pasar un solo tren de pasajeros hacia Norfolk con gran ruido y silbidos, para luego enviarlo de vuelta al oeste de forma mucho más silenciosa, y luego devolver el mismo tren de nuevo, creando la ilusión de que llegaban grandes cantidades de tropas a los federales que escuchaban en Portsmouth al otro lado del río Elizabeth (y apenas fuera de la vista). La treta funcionó, y no se perdió ni un solo soldado confederado mientras las autoridades de la Unión abandonaban la zona y se retiraban a Fort Monroe, al otro lado de Hampton Roads. Después de esto, Mahone aceptó un encargo como teniente coronel y más tarde coronel del 6.º regimiento de infantería voluntaria de Virginia, y permaneció en Norfolk, que ahora estaba bajo el mando de Benjamin Huger. Posteriormente, Mahone fue ascendido a general de brigada el 16 de noviembre de 1861 y comandó el distrito confederado de Norfolk hasta su evacuación al año siguiente.
En mayo de 1862, tras la evacuación de Norfolk por parte de las fuerzas del Sur durante la Campaña de la Península, ayudó en la construcción de las defensas de Richmond en el río James alrededor de Drewry's Bluff. Poco después, dirigió su brigada en la batalla de Seven Pines y en la batalla de Malvern Hill. Tras la defensa de Richmond, la brigada de Mahone fue asignada de la división de Huger a la división de Richard H. Anderson y luchó posterirmente en la segunda batalla de Bull Run, donde Mahone recibió un disparo en el pecho mientras lideraba su brigada en una carga a través de Chinn Ridge. De baja estatura, 168 cm y 45 kg de peso, fue apodado "Pequeño Billy". Como dijo uno de sus soldados: "Era un soldado en toda regla, aunque no tenía muchos centímetros". Otelia Mahone trabajaba en Richmond como enfermera, cuando el gobernador de Virginia, John Letcher, envió la noticia de que Mahone había sido herido en la batalla, pero que sólo había recibido una "herida superficial". Se dice que ella respondió: "Ahora sé que es grave porque William no tiene nada de carne". La herida no ponía en peligro su vida, pero se perdió la campaña de Maryland al mes siguiente. Volvió al mando tras dos meses de recuperación, y no vio ninguna acción importante en la batalla de Fredericksburg. Mahone utilizó sus considerables habilidades políticas para presionar por un ascenso a general de división durante el invierno de 1862-63. Aunque varios de sus compañeros del ejército de Virginia del Norte estaban de acuerdo, Robert E. Lee argumentó que no había ningún puesto disponible para un general de división en ese momento, y que Mahone tendría que esperar hasta que se abriera uno.
La brigada de Mahone fue una de las partes del cuerpo de Longstreet que permaneció con el ejército principal durante la batalla de Chancellorsville. Después de que Lee reorganizara el ejército en mayo de 1863, Mahone acabó en el recién creado III Cuerpo de A. P. Hill. En la batalla de Gettysburg, la brigada de Mahone no participó en su mayor parte y sólo sufrió un puñado de bajas en toda la batalla. Debía participar en el ataque a Cemetery Ridge el 2 de julio, pero en contra de las órdenes, retuvo a su brigada. Durante la Carga de Pickett del día siguiente, la brigada de Mahone fue asignada para proteger las baterías de artillería y no participó en el combate principal. El informe oficial de Mahone sobre la batalla sólo constaba de 100 palabras y daba poca información sobre sus acciones el 2 de julio, aunque le dijo a su compañero el brigadier Carnot Posey que el comandante de la división Richard H. Anderson le había ordenado que no se moviera. A pesar de su fracaso a la hora de poner en acción a su mando, Mahone no sufrió ningún castigo debido a su antigüedad y al hecho de que finalmente se convertiría en uno de los pocos oficiales del Ejército del Norte de Virginia que dirigió una brigada durante todo un año.
Aunque su herida en Manassas no había sido grave, Mahone sufrió de dispepsia aguda toda su vida. Durante la guerra, le acompañaron una vaca y pollos para proveerse de productos lácteos. Otelia y sus hijos se trasladaron a Petersburg para estar cerca de él durante la campaña final de la guerra en 1864-65, cuando Grant avanzó contra Petersburg, tratando de cortar las líneas ferroviarias que abastecían a la capital confederada de Richmond.
Durante la batalla de Wilderness, los soldados de Mahone hirieron accidentalmente a James Longstreet. Richard Anderson fue designado para el mando del cuerpo, y Mahone obtuvo el mando de la división de Anderson, que dirigió durante el resto de la guerra, a partir de la batalla de Spotsylvania Court House. Llegó a ser ampliamente considerado como el héroe de la Batalla del Cráter el 30 de julio de 1864. Los mineros del ejército de la Unión hicieron un túnel bajo la línea confederada y lo volaron en una explosión masiva, matando e hiriendo a numerosos confederados y abriendo una brecha en un punto clave de la línea de defensa alrededor de Petersburg. Pero Mahone reunió a las fuerzas confederadas restantes en las cercanías, repeliendo el ataque, y la Unión perdió su ventaja inicial. Habiendo comenzado como una táctica innovadora, la Batalla del Cráter se convirtió en una terrible pérdida para los líderes de la Unión. La rápida y eficaz acción dirigida por Mahone fue un raro motivo de celebración por parte de los ocupantes de Petersburg, tanto los asediados ciudadanos como las cansadas tropas. El 30 de julio fue ascendido a general de división.
Sin embargo, la estrategia de Grant en Petersburg acabó teniendo éxito, ya que la última línea ferroviaria desde el sur para abastecer a la ciudad (y por tanto a Richmond) fue cortada a principios de abril de 1865. En la batalla de Sailor's Creek, el 6 de abril, Lee exclamó delante de Mahone "Dios mío, ¿se ha disuelto el ejército?", a lo que éste respondió "No, General, aquí hay tropas listas para cumplir con su deber". Conmovido por la lealtad de sus hombres, Lee le dijo a Mahone: "Sí, todavía quedan algunos hombres de verdad... ¿Quiere mantener a esa gente?". Mahone también estuvo con Lee en la rendición en Appomattox Court House tres días después.

## Posguerra y muerte
Luego de la guerra, Mahone retomó sus labores en los ferrocarriles, particularmente en las líneas de Virgina y las de Virginia y Tenessee. También se dedicó a la política, logrando ser elegido alcalde de Petersburg y senador de los Estados Unidos por Virginia.
Una vez retirado del cargo, Mahone continuó involucrado en la política relacionada con Virginia hasta que sufrió una catastrófica apoplejía en Washington D. C., en el otoño de 1895. Murió una semana después, a los 68 años. Su viuda, Otelia, vivió en Petersburg hasta su propia muerte, en 1911.